# Valle de Santa Ana
Valle de Santa Ana è un comune spagnolo di 1 229 abitanti situato nella comunità autonoma dell'Estremadura.